# Wzór Ackermanna
Wzór Ackermanna (lub formuła Ackermanna, ang. Ackermann’s formula) – algorytm, przedstawiony w 1972 roku, stosowany do lokowania biegunów w układach ze sprzężeniem zwrotnym od stanu.
Niech dany będzie układ liniowy ze sprzężeniem zwrotnym:
{\displaystyle u=-Kx,}
gdzie {\displaystyle u} jest wektorem sterowań, {\displaystyle x} wektorem stanu, {\displaystyle K} wektorem wzmocnień. Układy tego typu zwykle nazywa się regulatorami. Podstawienie powyższego związku do równań stanu regulowanego układu daje zależność:
{\displaystyle x'=Ax-BKx.}
Wzór Ackermanna jest metodą doboru wartości wzmocnień {\displaystyle K} w taki sposób, by można było wpływać na położenie biegunów układu regulowanego (o jednym wejściu). Jeśli więc układ ten jest sterowalny można dobrać arbitralnie bieguny dla regulatora układu korzystając z wzoru Ackermanna:
{\displaystyle K={\begin{bmatrix}0&0&\cdots &1\end{bmatrix}}\zeta ^{-1}\phi (A),}
gdzie:
{\displaystyle {\begin{bmatrix}0&0&\cdots &1\end{bmatrix}}} jest wektorem jednostkowym o długości {\displaystyle n,}
{\displaystyle \phi (A)} jest pożądanym równaniem charakterystycznym układu, czyli wielomianem charakterystycznym macierzy {\displaystyle A} określonym wzorem {\displaystyle \phi (A)=A^{n}+a_{1}A^{n-1}+a_{2}A^{n-2}+\ldots +a_{n-1}A+a_{n}I,} gdzie {\displaystyle I} jest macierzą jednostkową, a współczynniki {\displaystyle a_{i}} są takie, że wartości własne układu: {\displaystyle \lambda _{1},\lambda _{2},...,\lambda _{n}} są pierwiastkami wielomianu {\displaystyle (s-{\lambda _{1}})(s-{\lambda _{2}})\dots (s-{\lambda _{n}})=s^{n}+a_{1}s^{n-1}+a_{2}s^{n-2}\ldots +a_{n-1}s+a_{n},}
{\displaystyle \zeta ={\begin{bmatrix}B&AB&A^{2}B&\cdots &A^{n-1}B\end{bmatrix}}} jest macierzą sterowalności regulowanego układu.
Regulator tego typu ma za zadanie doprowadzić wektor stanu do zera. Korzystając z wejścia ze zmienną referencyjną w miejsce liniowego sprzężenia zwrotnego od stanu, można podobnie przeprowadzić wektor stanu do dowolnego stanu wybranego arbitralnie i przesunąć bieguny układu w arbitralnie wybrane miejsca.